# Enric Gabriel i Cardona
Gabriel Cardona i Enrich (Ferreries, 24 de desembre del 1880 - Ferreries, 23 de febre del 1974) fou músic, organista, fabioler, director de banda, ferrer i pesador de formatge.

## Biografia
Biel Cardona nasqué dia 24 de desembre de 1880 a Ferreries, fill i net de ferrers i germà d'altres quatre. Ja de petit entretenia a la gent del poble tocant el fabiol, i als 10 anys participà per primer cop com a fabioler a les Festes de Sant Bartomeu. Fou amb l'arribada del vicari Hermenegildo Pons, quan va començar a iniciar-se al món de les tecles, de manera que amb 14 anys, al traslladar-se, el vicari, a una altra parròquia, va quedar com a organista de la parròquia. El nou vicari, senyor Villalonga, va recomanar a Biel Cardona d'anar amb Jaume Galmés Fluxà, capellà mercadalenc, a prendre lliçons d'harmonia i tècnica, i uns anys més tard, es va posar en mans d'un professor italià que residia a Maó, Domènico Bel·líssimo.
L'any 1899 les circumstàncies polítiques van fer que la Banda de Música de Ferreries es dividís en dues, i ell va agafar la direcció de la conservadora, feina que continuà durant vint-i-quatre anys. A més de la direcció de la banda, dirigia també un petit cor, ja que representaven sarsueles entre d'altres gèneres al poble de Ferreries. D'aquesta manera, la vida del mestre Cardona es dividia en tres parts: per un cap hi havia l'ofici de ferrer; per un altre, la vida social i familiar; i, finalment, la musical, que abraçava des dels oficis religiosos fins a la banda de música, sens deixar de banda l'estudi i la composició. També tocà durant un temps en el cinema, ja que les pel·lícules que es projectaven eren mudes.
Amb 50 anys, va deixar l'ofici de ferrer passant a dedicar-se a pesar formatge. Això reduí el seu horari laboral, fet que li atorgà descans, repòs i serenitat per complir amb les seves obligacions familiars i musicals. Tot i tocar diferents instruments (fabiol, ocarina, violí, clarinet, bombardí, acordió, piano, orgue...), ell sempre va assegurar que l'orgue era el seu instrument predilecte, "Ni la millor banda de música se li pot comparar", escriví en el seu diari personal. A l'església de Sant Bartomeu, dalt el cor, hi havia un orgue, un orgue de tubs, que era el que solia tocar a tots els actes religiosos; la Guerra Civil, però, a principis d'agost de l'any 1936 el deixava destrossat. Durant aquesta, fou empresonat durant cinc setmanes i set en el vaixell presó Atlante. Cal destacar, que era un home caracteritzat per una intensa religiositat i una ideologia nacional conservadora.
Quant a les peces que sabem que ell va compondre, podem destacar el conegut Jaleo de Sant Bartomeu, que no és ben bé una composició sinó un arranjament fet al tradicional jaleo, Jota Estudiantina. A la orilla del Ebro de la sarsuela El Postillón de la Rioja de C. Oudrid. Uns tres anys abans de la seva mort, va donar un concert a l'orgue de Santa Maria de Maó i un altre a la catedral de Ciutadella, concerts que van quedar constància al diari Menorca i a La Vanguardia.
Finalment, el 23 de febrer del 1974 va morir a l'edat de 93 anys, al poble de Ferreries on visqué tota la seva vida. Del seu funeral ens queda l'anècdota de què no se sentí cap nota durant la celebració.

## Obra
De la seva tasca compositiva es coneixen les següents obres:
- Lamentos de un ciego
- Sinfonia para banda
- Cavatina
- El cántico de los Querubines (Marcha triunfal)
- Fuga a dos partes
- El viajero
- Marcha infantes (con variaciones)
- Las baterías de la Mola
- Las baterías de Llucalary
- La boda de un príncipe (marcha triunfal para banda)
- Alegre potpourri d'aires menorquins
- Gran jota menorquina (Las delicias de mi pueblo)
- La alegría del Encuentro
- Despido al Señor (Final, para salida)
- Un volcán en erupción (Gran pieza para órgano)
- Monte Toro (Pasodoble)
- Miserere a tres voces
- Lavatori a tres voces
- Tantum Ergo a tres voces
- Tantum Ergo (Para la procesión de Corpus Christi)
- Trisagio a tres voces mixtas
- San Eloy (Pasdoble)
- Jaleo San Bartolomé
- Marcha Real con contrapunto
- Ave Maria (Saludo a la Virgen)
- Salutación a la Virgen
- La pregària del afligit
- Himno al Generalísimo Franco
- El aplicado alumno
- Maria Auxiliadora (Marcha regular)

Tocades de fabiol que s'interpretaven en els anys 1880 i 1895 a les Festes de Sant Bartomeu, Ferreries:
- Sa colcada
- Sa colcada II
- Ball d'Escòcia
- Nadó de s'oli
- Sa vella Rebisca
- Cançó del gegant